# Zalesie (gromada w powiecie złotowskim)
Zalesie – dawna gromada, czyli najmniejsza jednostka podziału terytorialnego Polskiej Rzeczypospolitej Ludowej w latach 1954–1972.
Gromady, z gromadzkimi radami narodowymi (GRN) jako organami władzy najniższego stopnia na wsi, funkcjonowały od reformy reorganizującej administrację wiejską przeprowadzonej jesienią 1954 do momentu ich zniesienia z dniem 1 stycznia 1973, tym samym wypierając organizację gminną w latach 1954–1972.
Gromadę Zalesie z siedzibą GRN w Zalesiu utworzono – jako jedną z 8759 gromad na obszarze Polski – w powiecie złotowskim w woj. koszalińskim na mocy uchwały nr 43/54 WRN w Koszalinie z dnia 5 października 1954. W skład jednostki weszły obszary dotychczasowych gromad Zalesie, Annopole, Węgierce i Klukowo ze zniesionej gminy Tarnówka w tymże powiecie. Dla gromady ustalono 11 członków gromadzkiej rady narodowej.
31 grudnia 1959 do gromady Zalesie włączono obszar zniesionej gromady Górzna w tymże powiecie.
31 grudnia 1961 z gromady Zalesie wyłączono wsie Piecewo i Węgierce, włączając je do gromady Tarnówka w tymże powiecie, po czym gromadę Zalesie zniesiono, a jej (pozostały) obszar włączono do nowo utworzonej gromady Złotów tamże.